# Dix Heures et demie du soir en été (film)
Pour les articles homonymes, voir Dix Heures et demie du soir en été.
Pour plus de détails, voir Fiche technique et Distribution.
Dix Heures et demie du soir en été (10:30 P.M. Summer) est un film hispano-américain réalisé par Jules Dassin, sorti en 1966.
Il s'agit de la première adaptation du roman éponyme de Marguerite Duras, Dix Heures et demie du soir en été, paru en 1960.

## Synopsis
Maria, belle Grecque, visite l'Espagne en compagnie de Pierre, son mari, et de Claire, une de ses amies. Alors que Pierre et Claire entament une liaison, elle aide un meurtrier en cavale.

## Fiche technique
- Titre : Dix Heures et demie du soir en été
- Titre original : 10:30 P.M. Summer
- Réalisation : Jules Dassin
- Scénario : Jules Dassin et Marguerite Duras d'après son roman Dix Heures et demie du soir en été
- Production : Anatole Litvak et Jules Dassin
- Musique : Cristóbal Halffter
- Photographie : Gábor Pogány
- Montage : Roger Dwyre
- Scripte : Lucie Lichtig
- Pays de production :  États-Unis,  Espagne
- Langue de tournage : anglais
- Format : Couleurs - 35 mm
- Genre :Drame et romance
- Affiche : Yves Thos
- Durée : 85 minutes
- Dates de sortie : 
  - États-Unis : 24 octobre 1966 : New York City
  - France : 3 février 1967

## Distribution
- Melina Mercouri : Maria
- Romy Schneider : Claire
- Peter Finch : Pierre
- Julián Mateos : Rodrigo Paestra
- Isabel María Pérez : Judith
- Beatriz Savón : La femme de Rodrigo Paestra

## Autre adaptation du roman de Duras
Une deuxième adaptation du roman Dix Heures et demie du soir en été de Marguerite Duras, paru en 1960, a été réalisée par la suite :
- Orage, film français réalisé par Fabrice Camoin, sorti en 2015